# Liste der Naturdenkmale im Amt Ludwigslust-Land
In der Liste der Naturdenkmale im Amt Ludwigslust-Land werden die Einzel-Naturdenkmale und Flächennaturdenkmale aufgeführt, welche sich in dem zum Landkreis Ludwigslust-Parchim (Mecklenburg-Vorpommern) gehörenden Amt Ludwigslust-Land befinden. Es handelt sich um eine Teilliste der Liste der Naturdenkmale im Landkreis Ludwigslust-Parchim.

## Naturdenkmale
Im Amtsgebiet befinden sich Stand 2025 die folgenden neun Bäume, die als Naturdenkmale geschützt sind. Des Weiteren führt die Liste ein ehemaliges Naturdenkmal auf. 

| Bild                          | Nr. | Bezeichnung  | Standort                                                                        | Beschreibung | Schutzzweck | Verordnung |
| ----------------------------- | --- | ------------ | ------------------------------------------------------------------------------- | --- | ----------- | ---------- |
| Fotos hochladen               | 83  | Eiche        | Rastow Fahrbinde (53° 26′ 39,6″ N, 11° 28′ 55,1″ O)                             | |             | [ 1 ]      |
| BW                            | 84  | Eiche        | Rastow Fahrbinde (53° 26′ 41″ N, 11° 28′ 52,9″ O)                               | |             | [ 1 ]      |
| BW                            | 85  | Eiche        | Rastow Fahrbinde (53° 26′ 41,2″ N, 11° 28′ 55,4″ O)                             | |             | [ 1 ]      |
| mehr Fotos \| Fotos hochladen | 86  | Körner-Eiche | Wöbbelin Friedhof (53° 23′ 54,6″ N, 11° 30′ 17,4″ O)                            | Der von der ursprünglichen Doppeleiche verbleibende Stamm war wegen Stammfäule ausgemauert worden. Die Ausmauerung wurde im Jahr 1991 entfernt. Der Baum ist benannt nach Theodor Körner, dessen Grab sich unter dieser Eiche befindet. |             | [ 1 ]      |
| mehr Fotos \| Fotos hochladen | 87  | Stieleiche   | Wöbbelin (53° 23′ 57,8″ N, 11° 30′ 2,4″ O)                                      | |             | [ 1 ]      |
| BW                            | 88  | Eiche        | Rastow Fahrbinde (53° 26′ 40,1″ N, 11° 28′ 54,1″ O)                             | |             | [ 1 ]      |
| BW                            | 95  | Flatterulme  | Göhlen Leussow am Ortsausgang Richtung Laupin (53° 16′ 39,5″ N, 11° 17′ 6,4″ O) | Die auffallend große Krone wurde 2001 eingekürzt. 2003 sowie 2004 wurden für den von Kernholzfäule betroffenen Baum Kronensicherungen gebaut.                                                                                           |             | [ 1 ]      |
| BW                            | 96  | Eiche        | Alt Krenzlin Klein Krams (53° 16′ 25″ N, 11° 19′ 34,3″ O)                       | |             | [ 1 ]      |
| BW                            | 97  | Eiche        | Alt Krenzlin Loosen (53° 17′ 50″ N, 11° 15′ 58,5″ O)                            | Die Unterschutzstellung erfolgte 2004. |             | [ 4 ]      |
| BW                            | 530 | Eiche        | Rastow (53° 26′ 56,9″ N, 11° 25′ 38,3″ O)                                       | Der Schutzstatus wurde 2004 aufgehoben. |             | [ 1 ]      |

## Flächennaturdenkmale
Es gibt mit Stand 2022 zwei Flächennaturdenkmale im Amt Ludwigslust-Land.

| Bild | Nr.         | Bezeichnung                               | Standort                                              | Beschreibung                                                                                                   | Schutzzweck | Verordnung |
| ---- | ----------- | ----------------------------------------- | ----------------------------------------------------- | --- | ----------- | --- |
| BW   | fnd_lwl_029 | Kraaker Mühlenbach                        | Rastow Kraak (53° 27′ 7,1″ N, 11° 20′ 12,7″ O)        | Der Bach ist ein Nebenfluss der Sude und wurde 1990 mit einer Länge von etwa 3000 Meter unter Schutz gestellt. |             | Beschluss des Rates des Kreises Schwerin-Land Nr. 7/90 vom 07.02.1990 über die Ausweisung von Flächennaturdenkmalen |
| BW   | fnd_lwl_077 | Enzian-Standort in der Gemeinde Bresegard | Bresegard bei Eldena (53° 15′ 9,7″ N, 11° 24′ 9,5″ O) | Die geschützte Enzianfläche ist 1,98 ha groß. Mittlerweile sind diese Pflanzen dort nicht mehr vorhanden.      |             | Beschluss des Rates des Kreises Ludwigslust Nr. 72-9/62 vom 05.02.1962                                              |